# Pere Vidal
|  | Per a altres significats, vegeu «Pere Vidal Sardó». |

Pere Vidal (Sant Pau de Fenollet, Fenolleda, 21 de març de 1848 - Perpinyà, 13 de setembre de 1929) conegut també amb el nom francès de Pierre Vidal, fou un historiador i bibliògraf nordcatalà.

## Biografia
Va fer estudis a Carcassona i a París, i fou nomenat sotsbibliotecari de la Biblioteca Municipal de Perpinyà el 1875 i bibliotecari el 1880. Es va especialitzar en història del Rosselló, principalment dels esdeveniments durant la Revolució Francesa. També elaborà reculls de cançons populars i així va contribuir a conservar aquest patrimoni oral, «pioner en la recopilació i publicació del folklore rossellonès». El 1883 participà en les celebracions en homenatge als poetes catalans del sud fetes a Banyuls de la Marenda, Elna i Perpinyà, i fou un dels difusors dels ideals de la renaixença a la Catalunya del Nord. Assistí diverses vegades als Jocs Florals de Barcelona. El 1906, endemés fou fundador i l'ànima de la Societat d'Estudis Catalans amb Josep Calmette.
| «                                                            | A l'hora actual, Pere Vidal és certament l’erudit rossellonès que millor representa i de manera més àmplia, casa nostra, la ciència històrica. | » |
| — J. Calmette, 1907, Citat per Francis-Ayrol a La Publicitat | |   |

## Obres[6]
- Guide Historique et Pittoresque dans le département des Pyrénées-Orientales (1872), 2e édition el 1900.
- Documents sur la langue des Anciens Comtés du Roussillon et de Cerdagne (fait suite à la Publication antérieure d'Alart) (1881).
- Excursion à Saint-Laurent-de-Cerdans dans le Papillon (1884)
- Cansoner catala de Rosselló y de Cerdanya. 3 volums, (1885-1888).
- Histoire de la Révolution Française dans le département des Pyrénées Orientales (1885-1889)
- Recueil de goigs et cantiques roussillonais (1886)
- Les ancêtres d'Arago (1886)
- Souvenirs d'un touriste, excursion et ascension dans les montagnes du Massif de Carlitte (1887)
- Elne historique et archéologique (1887)
- Guide du Touriste et de l'Archéologue dans la Cathédrale et le cloître d'Elne (1887)
- Goigs des ous (1888)
- Mélanges d'histoire, de littérature et de philologie catalanes. Etude sur le mot Quer et ses dérivés (1888).
- Le rôle de Cassanyes après 1793 (1888 à 1897)
- Les juifs des Anciens Comtés de Roussillon et de Cerdagne (1888).
- Le Prieuré de Marcevol (1888)
- Manada de Goigs (1890)
- Les Représentants du Peuple en mission à l'Armée et dans le départemental des Pyrénées-Orientales, en l'an III (1894)
- Notice sur la Vie et les Travaux de Julien-Bernard Alart, ancien archiviste des Pyrénées-Orientales (1896).
- Saint-Antoine de Galamus (1896)
- L'an 93 en Roussillon (1897)
- Histoire de la Ville de Perpignan depuis les origines jusqu'au Traité des Pyrénées (1659).  París: Welter, 1897.
- Perpignan depuis les origines jusqu'à nos jours (1897)
- Historie de la ville de Perpignan depuis les origines jusqu'au traité des Pyrénées (1897)
- Catalogue des incunables de la bibliothèque publique de la ville de Perpignan (1897)
- La Bataille de Peyrestortes (1898)
- Documents inédits et notes sur Dom Brial (1898)
- Extrait du Testament de Dom Brial (1899)
- Notes sur l'Abbaye de Saint-Michel-de-Cuxa (1900)
- Notes sur la Fondation du Prieuré de Serrabona (1900)
- Expéditions des marins et marchands roussillonnais sur les côtes de la Syrie et de l'Egypte pendant le moyen âge (1900)
- Documents relatifs à l'Histoire du département des Pyrénées-Orientales pendant le XIX siècle (1901, 1902)
- Louis XI, Jean II et la Révolution Catalane du XVème siècle (1903)
- Questions de langue et de littérature catalanes. Une querelle scientifique (1903)
- Ascension du Canigou par Pierre III, roi d'Aragon, en 1285 (1903)
- Histoire des Remparts de Perpignan et des agrandissements de la Ville (1904)
- Bibliographie roussillonnaise (1906) amb Josep Calmette
- La Citadelle de Perpignan et l'ancien Château des Rois de Majorque (1911)
- Ruscino (de 1911 à 1914)
- Les gestes de Joffre d'Arria et de son fils Joffre le Poilu (1919)
- Histoire du Roussillon (1923)
- Documents sur la langue catalane des ancients comtés de Roussillon et de Cerdagne (1311-1380) (1928).
- Guide du Touriste à Vernet.
- Etudes sur Cassanyes : Cassanyes et ses Mémoires inédits; Mission de Cassanyes aux Armées d'Italie et des Alpes réunies; Le conventionnel Cassanyes
- Notice historique sur Banyuls-del-Marende (Banyuls-sur-Mer)
- Un soldat roussillonnais : Le Commandant Palegry
- Les Belles-Lettres à Perpignan au XVIe et au XVIIe siècle
- Etude sur les Médecins Roussillonnais
- Le Roussillon Préhistorique
- Le Marquis de Montespan en Roussillon
- Charlemagne en Roussillon
- Histoire du Roussillon (en collaboration avec Josep Calmette)
- Raymond Béranger III, Comte de Barcelone et champion de l'Innocence
- Un numismate roussillonnais : le Docteur Massot
- Un faux chemin de Charlemagne en Roussillon
- A propos de Joffre le Poilu
- Notes biographiques sur Oliva
- Revue d'Histoire et d'Archéologie du Roussillon
- Nombrosos articles en diverses publicacions periòdiques: La Veu del Canigo, L'Indépendant des Pyrénées-Orientales, Le Coq Catalan, Le Cri Catalan, etc.